# Breitbildmonitor

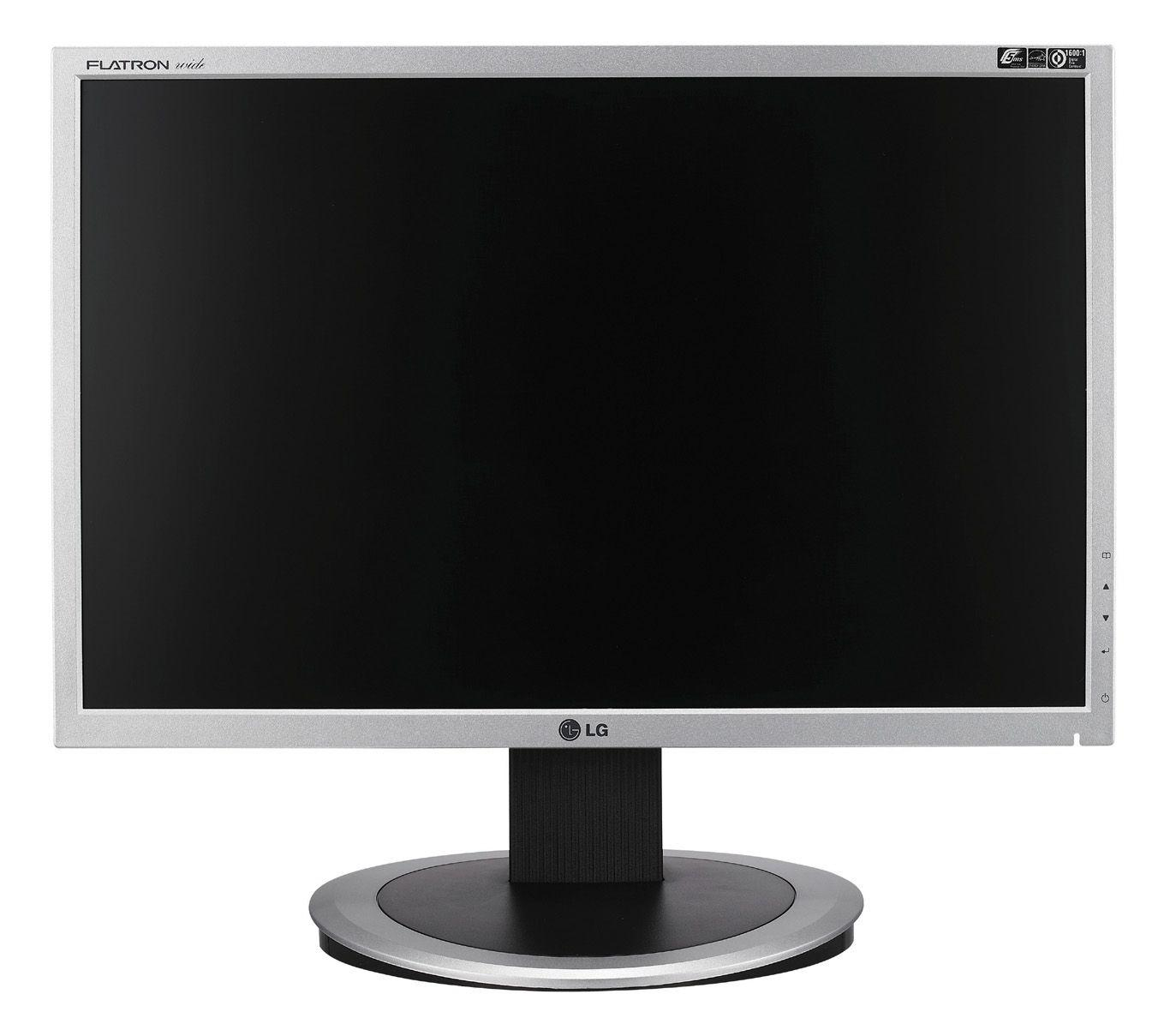
Breitbild-Computerbildschirm (Seitenverhältnis 16:10)

Ein Breitbildmonitor ist ein Bildschirm im Breitbildformat. Fernsehbreitbildschirme und Rechnerbildschirme haben das Seitenverhältnis 16:9. Seltener ist bei Computermonitoren das Seitenverhältnis 16:10.
Ultrawide sind Monitore mit einem Seitenverhältnis von 21:9. Sie werden vor allem für Computerspiele genutzt und als Alternative zu zwei Bildschirmen nebeneinander. Die ersten Geräte kamen 2014 auf den Markt. Nativ passende Bildauflösungen sind mit „Ultra Wide“ benannt, etwa Ultra Wide Full HD (UWFHD, 2560 × 1080).

## Größenangaben
Die Größenangabe eines Monitors bezieht sich auf die Bildschirmdiagonale, welche üblicherweise in Zoll angegeben wird. Sie ist bei verschiedenen Formaten nur bedingt vergleichbar. So hat ein herkömmlicher 4:3-Monitor bei gleicher Bildschirmdiagonale zwar 6 % weniger Breite, jedoch 13 % mehr Höhe und insgesamt 7 % mehr Fläche als ein Monitor im 16:10-Format.
Verglichen mit einem 4:3-Bildschirm mit 15,0 (12,0 × 9,0) Zoll erhält man im 16:10-Format die gleiche Breite bei 14,2 (12,0 × 7,5) Zoll, die gleiche Höhe bei 17,0 (14,4 × 9,0) Zoll und die gleiche Fläche bei 15,5 (13,1 × 8,2) Zoll.

## Vor- und Nachteile
Für Bücher oder Dokumente wie Briefe wird meist ein Layout im Hochformat verwendet, weil der Lesefluss mit zunehmender Breite des Textes abnimmt. Bei kleinen Diagonalen haben Bildschirme im 4:3-Format einen klaren Vorteil, da sie aufgrund der Höhe besser für die Darstellung geeignet sind.
Bei Breitbildmonitoren ab einer Diagonale von 22 Zoll (55 Zentimetern) können zwei DIN-A4-Seiten im Maßstab 1:1 nebeneinander auf dem Bildschirm dargestellt werden, sodass eine Pivot-Funktion zum Drehen des Monitors um 90 Grad dann nicht mehr benötigt wird, um eine hochformatige Bildfläche zu erhalten.